# La Piedad (Ribera, Museo Thyssen, Madrid)
La Piedad es un cuadro de José de Ribera, «El Españoleto», pintado al óleo sobre lienzo y con unas dimensiones de 157 x 210 cm. Firmado y datado en 1633, actualmente se conserva en el Museo Thyssen-Bornemisza de Madrid.
De la misma temática y título se conservan otras dos telas del pintor.  Una en el Museo San Martino de Nápoles y otra en la National Gallery de Londres.

## Historia
Se desconoce la persona que encargó el trabajo a Ribera aunque se cree que fue un español. La tela está firmada sobre la roca del ángulo inferior derecho según la fórmula habitual con la que solía hacerlo por aquella época: «Jusepe de Ribera español 1633». Esta fue una de las épocas más prolíficas del pintor tanto por la cantidad de obras que salieron de su taller como por su calidad. 
El motivo de La Piedad lo trató en numerosas ocasiones y con muy diversas variaciones a lo largo de su vida. De las Piedad hechas por Ribera que aún se conservan la más antigua es la guardada en el National Gallery de Londres, de 1620. Después la seguiría La Piedad del Museo Thyssen del año 1663 y por último la conservada en la Cartuja de San Martino en Nápoles de 1637.
El cuadro procede de la colección del Marqués de Heredia.

## Descripción
La obra se enmarca en un periodo de transición del artista en el que, sin abandonar las sombras del tenebrismo, comenzaba a experimentar con nuevos coloridos.
El cuerpo de Cristo en horizontal es quien enmarca al resto de personajes en la obra. A la derecha Juan el Apóstol sujeta la espalda del yacente mientras que a sus pies, María Magdalena se los besa con aflicción. En el centro, velada por la técnica del claroscuro, nos muestra una María con un rostro destrozado por el dolor que mira al cielo mientras junta las manos en una plegaria. Finalmente, al fondo a la derecha, se aprecia el rostro de José de Arimatea.
El foco de luz de la composición se centra sobre el cuerpo yacente dándole una apariencia de estatua marmórea que lo realza consiguiendo transmitir de manera magistral tanto el dolor físico de sus heridas (especialmente la de su costado) como el dolor anímico expresado en su rostro y la laxitud de su cuerpo. Oculto entre el Santo Sudario, junto al brazo izquierdo de Cristo, hay un ojo pintado intencionalmente por Ribera, que ha dado lugar a múltiples interpretaciones por parte de los historiadores del arte.